# 茶匙 (單位)

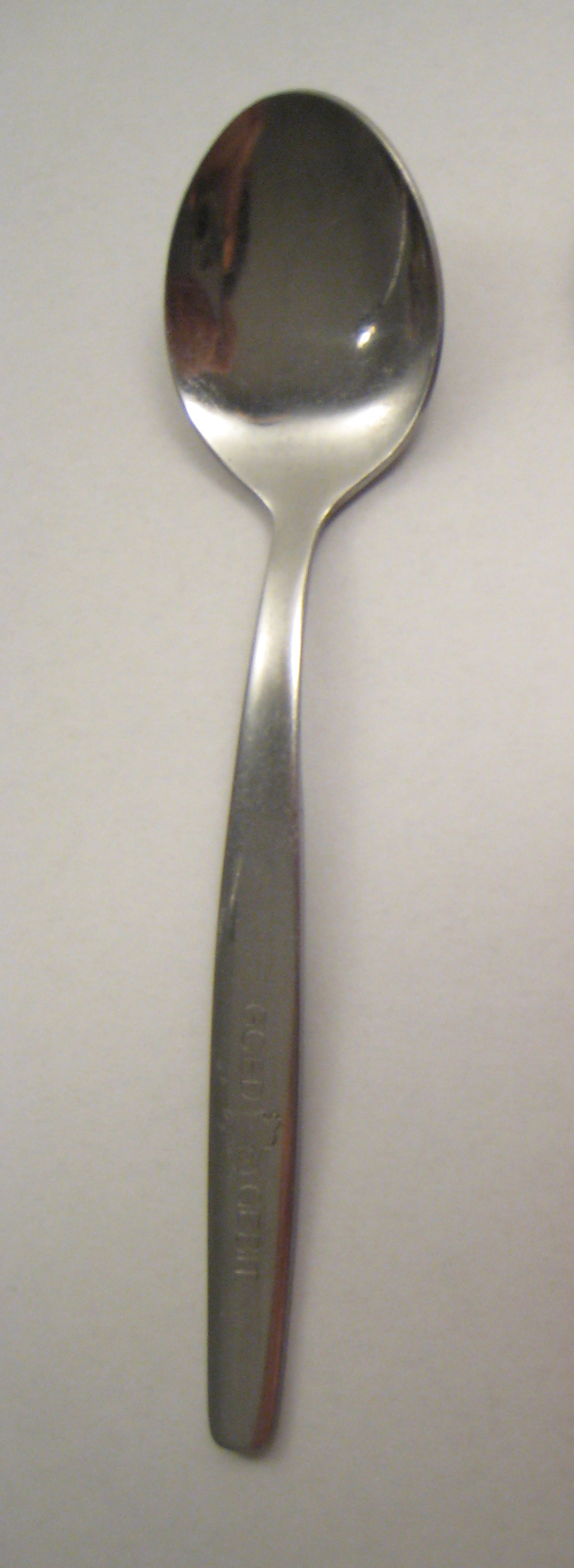
茶匙

茶匙（英語：Teaspoon，簡稱tsp）是一種常用於攪拌茶或咖啡的匙。
在烹調上，也是一種容量度量單位。不同國家對茶匙的標準並不一樣，但通常約為5毫升。美國聯邦法例規定了1美制茶匙等於5毫升，現時澳洲、加拿大、新西蘭及英國也使用這個標準。傳統上，1美制茶匙等於0.1667美制液體盎司（4.93毫升）；傳統上的1英制茶匙則等於0.125英制液體盎司（3.55毫升）。雖然絕大多數地方的1湯匙等於3茶匙，但澳洲要4茶匙才等於1湯匙。